# Paula Barila Bolopa
Paula Barila Bolopa (sinh ngày 12 tháng 10 năm 1979), có biệt danh là 'Người bò', là một cầu thủ bóng đá và vận động viên bơi lội người Guinea Xích Đạo đã nghỉ hưu. Bà là một trong hai vận động viên bơi lội Guinea Xích đạo để thi đấu tại Thế vận hội Mùa hè 2000 ở Sydney, người còn lại là Eric Moussambani.
Ban đầu là một cầu thủ bóng đá, người chơi cho đội bóng đầu tiên của phụ nữ E Waiso Ipola, bà đã được gửi đến một thử nghiệm bơi lội để tham gia Thế vận hội Olympic 2000 và được chọn sau một tháng rưỡi tập luyện.
Sau màn trình diễn chật vật nhưng dũng cảm của Moussambani trong sự kiện tự do 100 mét nam, giới truyền thông đã chú ý đến người đồng hương nữ của anh. Theo The Telegraph, "phòng trưng bày của khán giả đã gần đầy khi tin tức lan truyền rằng một nữ Eric đang xuất hiện."  Một phóng viên của The Times đã báo cáo:
"Paula Barila Bolopa, vẫn còn ướt sũng khi bơi, đang bị bao vây. Máy ghi âm đang bị đẩy vào mặt bà và một thông dịch viên đang dịch các bình luận của bà từ tiếng Tây Ban Nha cho các đài truyền hình Mỹ. Ai đó đã đưa cho bà một chiếc điện thoại di động để bà có thể nói chuyện trực tiếp với người dẫn chương trình phát thanh ở Madrid và khi được hỏi liệu bà có ký bất kỳ chữ ký nào kể từ khi nổi tiếng ôm lấy bà không, bà cau mày phẫn nộ. Bà ấy nói rất nhiều. Bà ấy và Người nổi tiếng đã nhanh chóng trở thành bạn bè nhanh chóng." 
Barila Bolopa thi đấu ở nội dung 50 mét tự do của phụ nữ và kết thúc ở vòng sơ loại cuối cùng với thời gian 1 phút 03.97, gấp đôi thời gian chậm thứ hai, và được cho là thời gian chậm nhất trong lịch sử Olympic cho sự kiện đó. bà nhận được sự ủng hộ và khích lệ lớn từ khán giả.
Barila Bolopa đã tham gia Thế vận hội mà không đáp ứng các yêu cầu về trình độ tối thiểu thông qua rút thăm ký tự đại diện được thiết kế để khuyến khích các nước đang phát triển không có các cơ sở đào tạo đắt tiền tham gia. Equatorial Guinea chỉ có hai hồ bơi, cả hai đều không có kích cỡ Olympic. Bà chưa bao giờ bơi trong một hồ bơi 50 mét trước đây. Sau cuộc đua, bà nhận xét: "Đây là lần đầu tiên tôi bơi 50 mét. Nó xa hơn tôi nghĩ. Tôi đã rất mệt mỏi. " 
BBC nhận xét: "Bolopa và Moussambani đã trở thành hai trong số những ngôi sao của Thế vận hội Sydney giống như Eddie" Đại bàng "Edwards trở thành anh hùng tại Thế vận hội Calgary năm 1988 vì những nỗ lực dũng cảm nhưng đáng cười của anh ta khi nhảy trượt tuyết."  Telegraph cũng bình luận rằng Barila đã "chiếm lại [d] tinh thần của Eddie the Eagle". Agence France-Presse đã báo cáo rằng bà ấy đã "có được vị thế anh hùng Olympic" và nhận xét: "bà ấy đã mang đến sự yêu mến của khán giả về một anh hùng dũng cảm, dũng cảm, dám cạnh tranh khi biết rằng bà ấy sẽ là người tồi tệ nhất Olympian trong sự kiện đó. " 
Barila làm nhân viên thu ngân siêu thị tại thời điểm Thế vận hội.